# Habronema
Habronema är ett släkte av rundmaskar. Habronema ingår i familjen Spiruridae.
Släktet innehåller bara arten Habronema muscae. Habronema är enda släktet i familjen Spiruridae.